# Krupp Frechen
Die normalspurigen Dampflokomotiven Krupp Frechen wurden von der Lokomotiv- und Waggonbaufabrik Krupp in Essen für die Köln-Frechen-Benzelrather Eisenbahn entwickelt und verkauft. Auch für einige Werkbahnen wurden die Lokomotiven verwendet. Die Lokomotiven waren etwas kleiner als die der Type Krupp Bergbau und wurden in vier Exemplaren hergestellt, die bis 1976 im Einsatz waren.
Eine Lokomotive war von 1985 bis 2017 als Denkmal vor einem Automobilmuseum in Rosmalen in den Niederlanden aufgestellt. Sie wurde inzwischen verschrottet.

## Geschichte und Einsatz
1953 entwickelte Krupp für die Köln-Frechen-Benzelrather Eisenbahn eine etwas verkleinerte Variante der Krupp Bergbau, die speziell für den Einsatz auf den Kohlebahnen rings um Köln verwendet werden sollte. Gleichzeitig wurde die Lok an einige Zechen im Steinkohlenbergbau verkauft. So gingen weitere drei Exemplare  an den Harpener Bergbau (eine Lokomotive) und die Zeche Monopol (zwei Lokomotiven).

### Köln-Frechen-Benzelrather Eisenbahn 41
Nachdem die Gesellschaft mit der KFBE 40 bereits 1949 eine Lokomotive des Typs Krupp Bergbau erhalten hatte, wurde 1953 mit der Fabriknummer Krupp 3066 die erste der als Typ Frechen bezeichneten Lokomotiven abgeliefert. Sie sollte mit der KFBE 40 und den KBE 81–90 den Kohleverkehr im Raum Köln abwickeln. Die Lokomotiven vom Typ Bergbau und Frechen sahen sich sehr ähnlich.
Sechs Jahre nach der Ablieferung wurden mit den KFBE 53–54 die ersten Diesellokomotiven eingesetzt, so dass die KFBE 40 mit weiter zurückgehendem Güterverkehr nach nur zehn Jahren Einsatzzeit abgestellt wurde. Sie gilt ab 1965 als verschrottet.

### Harpener Bergbau AG
Die Lokomotive mit der Fabriknummer Krupp 3068 kam 1953 zur Harpener Bergbau AG. Nach Weitergabe an die Hoesch Bergbau 1963 wurde sie in Schachtanlagen in Essen-Altenessen eingesetzt. Sie wurde 1970 von der RAG als D-375 übernommen. 1972 wurde die Lok ausgemustert und 1973 verschrottet.

### Zeche Monopol
Bei der Zeche Monopol waren die Lokomotiven mit den Fabriknummern Krupp 3067 sowie Krupp 3069 eingesetzt. Sie wurden vorrangig für Rangierarbeiten an der Kohlenwäsche verwendet. 1970 wurden sie von der RAG als D-777 und D-778 übernommen. Während letztere 1974 ausgemustert wurde und noch in den 1970er Jahren verschrottet wurde, blieb die Krupp 3067 erhalten und wurde 1976 an die Veluwsche Stoomtrein Maatschappij verkauft, wo sie die Nummer 3 trug.
Nach der 1981 erfolgten Übergabe an eine andere Eisenbahngesellschaft in Tilburg wurde sie 1985 als Denkmal vor dem Automobilmuseum in Rosmalen aufgestellt. Ab 2006 wurde sie zum Verkauf angeboten. 2017 wurde sie vor Ort verschrottet.

## Technik
Die Lokomotiven sind ähnlich dem Typ Krupp Bergbau. Äußere Unterschiede waren die Ausrüstung mit einem Dampfdom vor dem unter einer Verkleidung liegenden zwei Sanddomen. Der Kohlekasten ist hinten nicht abgeschrägt.
Die Heißdampflokomotiven erhielten einen geschweißtem Kessel mit neu konstruiertem Stehkessel und Barrenrahmen mit freiem Kesseldurchblick.
Das geschlosse Führerhaus hatte abgerundeten Ecken. Die Druckluftbremse Bauart Knorr wirkte auf alle Räder von vorn. Alle Lokomotiven hatten zwei Sandkästen. Die KFBE 41 besaß je Triebwerksseite sechs Sandfallrohre, die jeweils drei Räder von vorn und von hinten pneumatisch besandeten. Die Zechenlokomotiven hatten lediglich zwei Sandfallrohre je Triebwerksseite.